# Équipe du Mexique de football à la Coupe du monde 1998
Cet article relate le parcours de l’équipe du Mexique de football lors de la Coupe du monde de football de 1998 organisée en France du 10 juin au 12 juillet 1998. C'est la onzième participation du pays dans la compétition.

## Compétition

### Premier tour
| Classement final |              |     |   |   |   |   |    |    |      |
|                  | Équipe       | Pts | J | G | N | P | BP | BC | Diff |
| 1                | Pays-Bas     | 5   | 3 | 1 | 2 | 0 | 7  | 2  | +5   |
| 2                | Mexique      | 5   | 3 | 1 | 2 | 0 | 7  | 5  | +2   |
| 3                | Belgique     | 3   | 3 | 0 | 3 | 0 | 3  | 3  | 0    |
| 4                | Corée du Sud | 1   | 3 | 0 | 1 | 2 | 2  | 9  | -7   |

| 13 juin | Pays-Bas | 0 | 0 | Belgique     |
| 13 juin | Mexique  | 3 | 1 | Corée du Sud |
| 20 juin | Pays-Bas | 5 | 0 | Corée du Sud |
| 20 juin | Mexique  | 2 | 2 | Belgique     |
| 25 juin | Pays-Bas | 2 | 2 | Mexique      |
| 25 juin | Belgique | 1 | 1 | Corée du Sud |

#### Corée du Sud - Mexique
| 13 juin 1998                        | Corée du Sud   | 1 - 3   | Mexique                        | Stade de Gerland, Lyon                        |                                               |
| 17 h 30 · Historique des rencontres | Ha Seok-ju 27e | (1 - 0) | 50e Peláez · 75e 84e Hernández | Spectateurs : 39 100 Arbitrage : Günter Benkö | Spectateurs : 39 100 Arbitrage : Günter Benkö |
| 17 h 30 · Historique des rencontres | Rapport        |         |                                | Spectateurs : 39 100 Arbitrage : Günter Benkö | Spectateurs : 39 100 Arbitrage : Günter Benkö |

#### Belgique - Mexique
| 20 juin 1998                        | Belgique        | 2 - 2   | Mexique                             | Stade de Bordeaux, Bordeaux                  |                                              |
| 17 h 30 · Historique des rencontres | Wilmots 42e 47e | (1 - 0) | 55e (pen.) García Aspe · 62e Blanco | Spectateurs : 31 800 Arbitrage : Hugh Dallas | Spectateurs : 31 800 Arbitrage : Hugh Dallas |
| 17 h 30 · Historique des rencontres | Rapport         |         |                                     | Spectateurs : 31 800 Arbitrage : Hugh Dallas | Spectateurs : 31 800 Arbitrage : Hugh Dallas |

#### Pays-Bas - Mexique
| 25 juin 1998                       | Pays-Bas                 | 2 - 2   | Mexique                      | Stade Geoffroy-Guichard, Saint-Étienne                |                                                       |
| 16 h 0 · Historique des rencontres | Cocu 4e · R. de Boer 18e | (2 - 0) | 75e Peláez · 90+4e Hernández | Spectateurs : 30 600 Arbitrage : Abdul Rahman Al-Zeid | Spectateurs : 30 600 Arbitrage : Abdul Rahman Al-Zeid |
| 16 h 0 · Historique des rencontres | Rapport                  |         |                              | Spectateurs : 30 600 Arbitrage : Abdul Rahman Al-Zeid | Spectateurs : 30 600 Arbitrage : Abdul Rahman Al-Zeid |

### Huitième de finale

#### Allemagne - Mexique
| 29 juin 1998                        | Allemagne                    | 2 - 1   | Mexique       | Stade de la Mosson, Montpellier                     |                                                     |
| 16 h 30 · Historique des rencontres | Klinsmann 74e · Bierhoff 86e | (0 - 0) | 47e Hernández | Spectateurs : 29 800 Arbitrage : Vítor Melo Pereira | Spectateurs : 29 800 Arbitrage : Vítor Melo Pereira |
| 16 h 30 · Historique des rencontres | Rapport                      |         |               | Spectateurs : 29 800 Arbitrage : Vítor Melo Pereira | Spectateurs : 29 800 Arbitrage : Vítor Melo Pereira |